# Апфельберг
Апфельберг (нем. Apfelberg) — расформированная коммуна (нем. Gemeinde) в Австрии, в федеральной земле Штирия.
Входила в состав округа Книттельфельд.  Население составляет 1099 человек (на 31 декабря 2005 года). Занимает площадь 9,28 км². Официальный код  —  6 20 41.
С 2015 года является частью города Книттельфельд.

## Политическая ситуация
Бургомистр коммуны — Карл Бахер (СДПА) по результатам выборов 2005 года.
Совет представителей коммуны (нем. Gemeinderat) состоит из 15 мест.
- СДПА занимает 12 мест.
- АНП занимает 3 места.